# Muñorrodero
Muñorrodero es una localidad española del municipio de Val de San Vicente, perteneciente a la comunidad autónoma de Cantabria. 

## Geografía
La localidad está situada junto a la ría de Tina Menor. Se encuentra a 20 m s. n. m. y a 1 km de la capital municipal, Pesués.

## Historia
A mediados del siglo XIX el lugar tenía contabilizada una población de 78 habitantes. Aparece descrito en el decimoprimer volumen del Diccionario geográfico-estadístico-histórico de España y sus posesiones de Ultramar de Pascual Madoz de la siguiente manera:

MUÑORRODERO ó MOÑORRODERO: l. en la prov. y dióc. de Santander, part. jud. de San Vicente de la Barquera, aud. terr. y c. g. de Búrgos, ayunt. de Val de San Vicente. sit. junto al r. Nansa al pié de una sierra poblada de brezo y argoma; su clima es bastante sano. Tiene unas 20 casas, igl. parr. (Ntra. Sra. de Ayedo) servida por un cura de ingreso y provision del diocesano en patrimoniales; y buenas aguas potables. El terreno es de mediana calidad: le fertilizan en parte las aguas del Nansa, en el que descargan las barcas que entran por Tinamayor, generalmente cargadas de vena de hierro para dos fábricas de este metal que trabajan con las aguas de dicho r.; en él hay una presa que lo cierra todo y sirve para detener los salmones que suben del mar, pescándolos del mismo modo que en Unquera. prod.: granos, legumbres y pastos para el ganado que cria. ind.: una fábrica de harinas. pobl.: 20 vec., 78 alm. contr.: con el ayunt.
(Madoz, 1848, p. 692)

## Patrimonio
En la localidad hay una iglesia bajo la advocación de Nuestra Señora de Ayedo (o de la Virgen del Hayedo). Destaca del lugar la cueva de la Fuente del Salín o del Salón, declarada «Bien de Interés Cultural» en el año 2000.